# Anna Kaijser
Anna Charlotta Helena Kaijser, född Lovén, den 1 januari 1870 i Stockholm, död där den 16 februari 1947, var en svensk läkare. 

## Biografi
Anna Kaijser var dotter till läkaren Christian Lovén, som var professor i fysiologi vid Karolinska Institutet. Hon gick i Åhlinska skolan och på Lyceum för flickor i Stockholm samt tog studentexamen 1889 och blev medicine kandidat 1894. Hon gifte sig 1897 med lasarettsläkaren Fritz Kaijser i Härnösand och de fick två barn innan hon 1901 blev utexaminerad läkare vid Karolinska Institutet. Hon blev den första svenska kvinna med barn som utexaminerades från en läkarutbildning i Sverige. Senare fick paret sammanlagt sju barn. 
Kaijser öppnade efter examen en egen praktik och vikarierade även som underläkare på Härnösands lasarett. Trots att hon var gift fick hon genom dispens av regeringen tillstånd att arbeta som skolläkare på flickskolan i Härnösand från hösten 1905 och från 1910 även på småskoleseminariet. Hon tjänstgjorde där fram till pensionen 1935 och undervisade även sjuksköterskeelever på lasarettet.
Vid sidan av sin läkartjänst var Kaijser aktiv främst som föredragshållare i folkhälsofrågor och hon var med om att starta Röda korsets lokalavdelning i Härnösand samt var i flera år ledamot av skolstyrelsen. Makarna flyttade 1943 till Stockholm där hon avled 1947. Anna Kaijser är begravd i familjegraven på Härnösands gamla kyrkogård.